# Year of the Dog… Again
A Year of the Dog... Again az amerikai rapper DMX hatodik stúdióalbuma. A lemez 2006-ban jelent meg, olyan kislemezek jelentek meg róla, mint a "We in Here", vagy a "Lord Give Me a Sign".
Az album a Billboard 200 második helyén és a Rap Chart első helyén nyitott, 125 ezer eladott példánnyal.

## Háttér
Ez volt az első album, amit DMX azután készített, miután elhagyta a Def Jam kiadót, különböző konfliktusok miatt. A Def Jam elhagyása után még rengeteg felvett anyag maradt a kiadónál, de ezekhez DMX-nek hozzáférést adtak. A lemezen a dalok még ebben a formában szerepelnek, de több változtatást is végrehajtottak rajtuk.
Az album címe a kínai naptárra utal, mivel a lemez a kutya évében jelent meg.

## Dalok listája
|     | Cím                                              | Producer(ek)                | Hossz |
| --- | ------------------------------------------------ | --------------------------- | ----- |
| 1.  | Intro                                            | Dame Grease                 | 1:32  |
| 2.  | We in Here                                       | Swizz Beatz                 | 3:54  |
| 3.  | I Run Shit (with Big Stan)                       | Swizz Beatz                 | 3:56  |
| 4.  | Come Thru' (Move) (with Busta Rhymes)            | Swizz Beatz                 | 3:42  |
| 5.  | It's Personal (with Styles P, Jadakiss)          | The Tuneheadz               | 3:44  |
| 6.  | Baby Motha (with Janyce)                         | Swizz Beatz                 | 4:41  |
| 7.  | Dog Love (with Amerie, Janyce)                   | Chad Elliot & Eddie Timmons | 3:42  |
| 8.  | Wrong or Right? (I'm Tired) (with Bazaar Royale) | Elite                       | 5:24  |
| 9.  | Give 'Em What They Want                          | Scott Storch                | 2:46  |
| 10. | Walk These Dogs (with Kashmir)                   | Dame Grease                 | 2:56  |
| 11. | Blown Away (Janyce, Jinx)                        | Divine Bars                 | 4:02  |
| 12. | Goodbye                                          | Da Gutta Fam                | 4:50  |
| 13. | Life Be My Song                                  | Dame Grease                 | 4:02  |
| 14. | The Prayer VI                                    | DMX                         | 1:30  |
| 15. | Lord Give Me a Sign                              | Scott Storch                | 3:28  |

### Bónusz tartalom
- Bonus Material DVD
- "Who Dat" (UK Bonus)

## Lista helyezések
| Lista (2006)                          | Helyezések |
| ------------------------------------- | ---------- |
| Australian Albums Chart               | 32         |
| Austrian Albums Chart                 | 23         |
| Belgian Albums Chart                  | 39         |
| Canadian Albums Chart                 | 4          |
| Dutch Albums Chart                    | 70         |
| French Albums Chart                   | 43         |
| German Albums Chart                   | 7          |
| New Zealand Albums Chart              | 37         |
| Swiss Albums Chart                    | 7          |
| UK Albums Chart                       | 22         |
| U.S. Billboard 200                    | 2          |
| U.S. Billboard Top R&B/Hip-Hop Albums | 1          |
| U.S. Billboard Top Rap Albums         | 1          |

## Érdekességek
- Az R&B énekes Janyce háromszor vendégszerepel a lemezen.
- Az albumnak először "Here We Go Again" volt a címe.
- A "Wrong or Right (I'm Tired)" dalnak eredetileg "Shit That I Do" volt a címe.
- A "Who Dat" című dal eredetileg szerepelt volna, majd mégsem kapott helyet az Egyesült Államokban kiadott verzióban. Az Egyesült Királyságban és a Japánban kiadott változatokon viszont helyet kapott. A Japán kiadásban ezen kívül a "Pump Ya Fist" dal is hallható volt.
- Az "I Run Shit" demo-változata szerepel a lemez bónusz DVD-jén.
- Az első kislemez eredetileg az "I Run Shit" lett volna.
- A "Dog Love" dalban eredetileg Amerie és Keyshia Cole is szerepelt volna, de a Sony végül csak Amerie-t engedélyezte.